# 1000 TCN
1000 TCN là một năm trong lịch La Mã.